# Michael Collumb
Michael Collumb (* 24. Februar 1989) ist ein schottischer Snookerspieler, der 2019, 2022 und 2023 die schottische Snooker-Meisterschaft gewann.

## Karriere
Collumb erreichte als Jugendlicher mehrfach Endspiele schottischer Junioren-Meisterschaften, konnte aber nie ein solches Turnier gewinnen. Zwischen 2004 und 2008 nahm er durchgehend an der U19-Europamesterschaft teil, bei der er regelmäßig in die Hauptrunde einzog; mit dem Viertelfinale erreichte er sein bestes Ergebnis sowohl 2006 als auch 2008. Ebenfalls 2008 nahm er erstmals an der Amateurweltmeisterschaft teil, wo er die erste Hauptrunde erreichte, und begann, an der Pontin’s International Open Series 2008/09 teilzunehmen. Er belegte allerdings nur Platz 96 der Endwertung und verpasste damit einen der Qualifikationsplätze für die Snooker Main Tour deutlich.
2011 erreichte er erstmals eine der letzten Runde der schottischen Snooker-Meisterschaft. Er schied erst im Achtelfinale aus und konnte diesen Erfolg ein Jahr später wiederholen. Im selben Jahr unterlag er in der Amateur-Qualifikation für die professionellen Scottish Open seinem Landsmann Ross Muir. 2013 erreichte er schließlich neben der Hauptrunde der Europameisterschaft auch das Viertelfinale der Amateurweltmeisterschaft, sein bisher bestes Ergebnis. Erfolglos blieb hingegen seine Teilnahme an den drei Ausgaben der Q School sowie an mehreren Amateurqualifikationen der professionellen PTC-Events, allerdings gelang ihm bei den Gdynia Open 2014 der Einzug in die Hauptrunde.
Auch während der Profisaison 2014/15 nahm Collumb meist ohne großen Erfolg an Q-School- und PTC-Events teil; beim Paul Hunter Classic zog er aber immerhin in die Hauptrunde ein. Außerdem erreichte er bei der Amateurweltmeisterschaft die Hauptrunde, bevor er bei der schottischen Meisterschaft ins Finale einziehen konnte, dort aber gegen Scott MacFarlane verlor. 2015/16 zog er bei den PTC-Events sowohl bei den Ruhr Open als auch bei den Gdynia Open in die Hauptrunde ein, hatte aber bei allen anderen Turnieren im Profibereich kaum Erfolg. Dagegen erreichte er bei der Amateurweltmeisterschaft die Runde der letzten 32, bei der EM 2015 das Achtelfinale und bei der EM 2016 das Viertelfinale sowie bei der schottischen Meisterschaft das Halbfinale.
Nach Wegfall der Player Tour Championship zur Snooker-Saison 2016/17 nahm Collumb nach Einladung an mehreren Profiturnieren als Amateur teil, ebenso wie am Paul Hunter Classic, welches als eines der wenigen Turniere die Amateur-Qualifikation beibehielt. Zugleich konnte er mit zwei Hauptrundenteilnahmen bei der Amateurweltmeisterschaft und der Europameisterschaft im Amateurbereich gute Ergebnisse erzielen. Die Höhepunkte der folgenden Saison gruppierten sich schließlich gänzlich im Amateurbereich, als Collumb das Halbfinale der schottischen Meisterschaft und das Achtelfinale der WSF Championship erreichte.
Mitte 2018 erreichte Collumb bei zwei Turnieren der Q School immerhin die zweite Runde, weshalb er im selben Jahr ohne weiteren Erfolg an einem Event der Challenge Tour teilnehmen durfte. 2019 zog er schließlich bei der schottischen Meisterschaft zum zweiten Mal ins Endspiel, kürte sich diesmal aber zum schottischen Meister. Nachdem er auch bei der Q School 2019 souveräne Ergebnisse vorweisen konnte, erhielt er die Startberechtigung für die professionellen Scottish Open, ohne jedoch sein Auftaktspiel zu gewinnen. Er durfte aber an allen Turnieren der Challenge Tour teilnehmen. Zweimal erreichte er ein Halbfinale, von denen er eines gewann, das anschließenden Endspiel des fünften Turniers allerdings gegen Allan Taylor verlor. Auf der Endwertung verpasste er mit Rang 13 nur knapp einen Platz in den Play-offs. Des Weiteren erreichte er bei einem Event des German Grand Prix das Halbfinale, beim Pink Ribbon 2019 das Viertelfinale und bei den WSF Open 2020 die Runde der letzten 32. Wenig später konnte er bei der Q School seinen Vorjahreserfolg in ähnlicher Form wiederholen. Durch diese Ergebnisse erhielt er erneut eine Wildcard für die professionellen Scottish Open und verlor diesmal knapp gegen Thepchaiya Un-Nooh.
2021 nahm er erneut an der Q School teil und verpasste beim zweiten Event knapp die Qualifikation für die Profitour. Immerhin durfte er dadurch an der professionellen Championship League 2021/2 teilnehmen, wo er sowohl gegen Chen Zifan als auch gegen Jamie Jones ein Unentschieden erreichte. Auf Amateurebene wurde er im selben Jahr schottischer Vizemeister. Gegen Chris Totten führte er bereits mit 5:0, verlor dann aber noch 6:7. Bei der WSF Championship erreichte er 2022 erneut die Runde der letzten 32. Beim vierten Event der Q Tour stand er im Finale und erreichte deren Play-offs, wo er aber im Viertelfinale ausschied. Als Sechster in der Endrangliste der Q Tour wurde er zur Qualifikation für die Profi-Weltmeisterschaft eingeladen, wo er in der ersten Qualifikationsrunde gegen Xu Si verlor.
2022 nahm Collumb erneut an der Q School teil, konnte allerdings nur ein Spiel gewinnen. Auch über die Europameisterschaft konnte er sich nicht für die Profitour qualifizieren, er schied in der Runde der letzten 32 gegen Julian Bojko aus. Im August konnte er schließlich zum zweiten Mal die schottische Meisterschaft gewinnen; im Finale besiegte er Liam Graham mit 7:3. Im März 2023 erreichte er das Finale der Europameisterschaft, unterlag aber seinem Landsmann Ross Muir. Zwei Monate später gewann er gegen Chris Totten seinen dritten nationalen Meistertitel.

## Erfolge
| Ausgang         | Jahr   | Turnier                           | Finalgegner      | Ergebnis |
| --------------- | ------ | --------------------------------- | ---------------- | -------- |
| Amateurturniere |        |                                   |                  |          |
| Zweiter         | 2015   | Schottische Snooker-Meisterschaft | Scott MacFarlane | 2:7      |
| Sieger          | 2019   | Schottische Snooker-Meisterschaft | Gary Thomson     | 7:4      |
| Zweiter         | 2020   | Challenge Tour 2019/20 – Event 5  | Allan Taylor     | 1:3      |
| Zweiter         | 2021/2 | Q School                          | Alfie Burden     | 1:4      |
| Zweiter         | 2021   | Schottische Snooker-Meisterschaft | Chris Totten     | 6:7      |
| Zweiter         | 2022   | Q Tour 2021/22 – Event 4          | Robbie McGuigan  | 3:5      |
| Sieger          | 2022   | Schottische Snooker-Meisterschaft | Liam Graham      | 7:3      |
| Zweiter         | 2023   | Europameisterschaft               | Ross Muir        | 1:5      |
| Sieger          | 2023   | Schottische Snooker-Meisterschaft | Chris Totten     | 7:3      |